# Metisa jansei
Metisa jansei är en fjärilsart som beskrevs av Jean Bourgogne 1973. Metisa jansei ingår i släktet Metisa och familjen säckspinnare. Inga underarter finns listade i Catalogue of Life.